# 聖光神學院
聖光神學院（英語：Holy Light Theological Seminary）的神學教育起源是延續1910年循理會設立在中國河南開封的開封聖書學院（Kaifeng Bible School） ，後因中日戰爭，於1941年2月於陝西鳳翔另開辦西北聖經書院（Northwest Bible Institute）。同年10月，內地會加入陣容，便成為一所兩會合辦的學校。續因戰亂，同批外籍宣教士及部份循理會主內弟兄來台後，於1955年9月5日在台灣高雄設立聖光聖經學院（Holy Light Bible Seminary），1969年正式更名為聖光神學院。

## 校史
聖光聖經學院是前開封聖書學院的續延，是北美基督教循理會（The Free Methodist Church of North America）先後在華人當中所創辦三所聖經學院之一。1904年北美基督教循理會（The Free Methodist Church of North America）總議會正式差派宣教士安培生及蘇克福到中國宣揚福音。1910年在開封設立開封聖書學院；1940年3月因日軍驅離外籍宣教士，戴永冕牧師James Hudson Taylor II（中國內地會創辦人戴德生（James Hudson Taylor）之孫）攜帶學校的圖書與用品等離開，轉赴西北的陝西鳳翔，於1941年2月設立西北聖經學院。1949年因國共內戰而來台的陝西石省三先生和隨後而到的戴永冕、汪養吾等弟兄，於1954年高雄市火車站前和平巷一號（現高雄市河南二路一號）成立基督教中華循理會，1955年於上址設立聖光聖經學院，1968年經美國總差會同意、董事會票決通過，1969年正式改名聖光神學院。
| 時間        | 地點         | 校名         |
| ----------- | ------------ | ------------ |
| 1910-1940年 | 中國河南開封 | 開封聖書學院 |
| 1941-1949年 | 中國陝西鳳翔 | 西北聖經學院 |
| 1955-1969年 | 高雄河南二路 | 聖光聖經學院 |
| 1969-迄今   | 高雄河南二路 | 聖光神學院   |

## 沿革

### 清末民初
- 1903年　循理會北美總議會決定在中國開拓宣教區。
- 1904年　正式差派宣教士安培生(Rev. C. Floyd Appleton)及蘇克福(Rev. Edwin P. Ashcroft)到上海後，首先在河南鄭州開荒佈道，繼以開封為中心。
- 1910年　由循理會設立『開封聖書學院』，除循理會青年外，也歡迎所有蒙神呼召而來受裝備的學生，學院也越發興旺。
- 1926年　戴永冕（中國內地會創辦人戴德生之孫）加入服事，學院經歷了中原大戰 （1930年）、日軍攻陷開封 （1938年）[8]等戰亂。
- 1940年　因日軍驅離政策下[9]，戴永冕夫婦和同工馬馬可、霍冠英、何恩證等人攜帶學校圖書與用品等離開開封，往陝西開闢新工場。
- 1941年　戴永冕於陝西鳳翔設立『西北聖經學院』，初為三個月的短期班，本年10月份內地會加入合辦，學生擴自中國十四個省份五十八名在校生。
- 1942年　副院長馬馬可( Mark Ma)在學院成立「傳回耶路撒冷」的佈道團[10]，加上西北各教會的財力和人力，事工傳抵新疆西南部與噶什米爾與阿富汗的邊界[11]。
- 1948年　因戰爭影響學院遷至四川。
- 1951年　學院暫停，外籍宣教士全數退至香港。

### 高雄時期
- 1953年　由『西北聖經學院』的宣教士司崇德(Miss Mary Geneva Sayre)，著手購買高雄火車站附近的土地[12]。
- 1954年　高雄市火車站前和平巷一號（現高雄市河南二路一號）基督教中華循理會成立，由戴永冕牧師，汪養吾牧師、石省三弟兄等召開第一屆台灣年議會。
- 1955年　『聖光聖經學院』於上址成立，由戴永冕牧師擔任院長。
- 1969年　改名『聖光神學院』。
- 1989年　加入「亞洲神學協會」（Asia Theological Association）並通過該會評鑑。
- 1999年　神學士、道學碩士、聖工碩士等三學制通過「亞洲神學協會」評鑑，成為正式會員。
- 2010年　登記為「財團法人基督教中華循理會聖光神學基金會」。

## 校訓
人若自潔，脫離卑賤的事，就必作貴重的器皿，成為聖潔，合乎主用，預備行各樣的善事。(提摩太後書二章21節)

## 校歌
人若自潔，脫離卑賤的事，
就必作貴重的器皿，
成為聖潔，合乎主用，
預備行各樣的善事。
～歌詞出自提摩太後書二章21節; 曲調同"神愛世人"～

## 校區
高雄校區（高雄市新興區）
- 1953年宣教士司崇德 (Mary Geneva Sayre[13])著手購入高雄火車及公車站附近土地及宿舍[14]。
- 1965年擴建為三層樓凹字型校舍。
- 1988年改建完成為八層樓之現代化大樓。

## 歷任校長

### 清末民初
| 姓名                | 任期        | 備註                           |
| ------------------- | ----------- | ------------------------------ |
| Rev. C. F. Appleton | 1910-1927年 | 為『開封聖書學院』             |
| 戴永冕              | 1927-1940年 |                                |
| 戴永冕              | 1941-1945年 | 至陝西鳳翔設立『西北聖經學院』 |

### 高雄時期[15]
| 任別 | 姓名                      | 任期        | 備註     |
| ---- | ------------------------- | ----------- | -------- |
| 1    | 戴永冕 James H.Taylor II  | 1955-1960年 |          |
| 2    | 戴紹曾 James H.Taylor III | 1961-1968年 |          |
| 3    | 畢維廉 William H.Bicksler | 1968-1970年 | 代理院長 |
| 4    | 聞漢復 Harry Winslow      | 1970-1976年 |          |
| 5    | 田養吾                    | 1976-1980年 |          |
| 6    | 彭超                      | 1980-1992年 |          |
| 7    | 呂榮輝                    | 1992-2000年 |          |
| 8    | 陳吉松                    | 2000-2008年 |          |
| 9    | 周學信                    | 2008-2011年 | 借調     |
| 10   | 陳吉松                    | 2011-2019年 |          |
| 11   | 谷克中                    | 2019-2021年 |          |
| 12   | 陳吉松                    | 2021-迄今   |          |

## 學制
- 研究所
  - 教牧博士班
  - 神學碩士班
  - 道學碩士班
  - 道學碩士班—幸福門訓組
  - 道學碩士班—跨文化宣教與植堂組
  - 聖經文學碩士班
  - 基督教研究碩士班(含進修部)
  - 雙職事奉碩士班(進修部)

- 結業證書班
  - 信徒神學教育證書(非正式學制)

## 學術交流

### 對外聯盟
- 亞洲神學協會(Asia Theological Association[16]) 正式會員
- 臺灣神學院校聯合會
- 臺灣神學圖書館協會

## 交通
高速公路南下：國道一號高雄交流道367A(建國一路出口)→建國一路右轉→建國二,三路→同愛街→河南二路→本校
高速公路北上：國道一號高雄交流道367B(中正一路出口)→直行至建國一路左轉→建國二,三路→同愛街→河南二路→本校
鐵路：
- 台灣高鐵[左營站]: 步行約2分鐘至台鐵新左營站或高雄捷運左營站轉車至高雄車站: 步行約7分鐘
- 台鐵縱貫線高雄站前站出口: 步行約7分鐘
- 高雄捷運紅線高雄車站: 步行約7分鐘

市公車：
- 高雄火車站(中山路): 12, 26, 52A, 53B, 56, 69, 83, 100, 205, 紅25。步行約2分鐘
- 高雄火車站(建國路): 28, 36, 53B, 60, 72, 82, 88, 92, 205, 205, 218, 248, 301, 紅25, 紅27, 紅30, 紅31。步行約3分鐘
- 高雄火車站(九如路): 33, 73, 紅28。步行約10分鐘

公路/國道客運：
- 國光客運高雄站: 1838(高雄-臺北)、1862(高雄-桃園)、1872(高雄-臺中)。步行約3分鐘
- 統聯客運建國站: 1610(高雄-臺北)、1621(高雄-臺北)、1650(高雄-北港-三條崙)、1651(高雄-北港-三條崙)。步行約5分鐘
- 和欣客運建國站: 7512(高雄-新營)、7513(高雄-臺北)。步行約5分鐘
- 高雄客運建國站: 8008(高雄-岡山轉運站)、8009(高雄-澄清湖-旗山)、8010(高雄-鳳山-旗山)、8023(高雄-楠梓-旗山)、8043(高雄-茄萣)、E25(高雄-六龜)、E28(高雄-美濃)、E32(高雄-甲仙)。步行約3分鐘
- 高墾線建國站(由 國光客運、高雄客運、屏東客運聯營)，於高雄客運建國站上下車: 9117(高雄-墾丁)、9127(高雄-大鵬灣)、9188(高雄-鵝鑾鼻)。步行約3分鐘

## 外部連結
- Holy Light Theological Seminary 聖光神學院 （页面存档备份，存于） 香港浸會大學圖書館 華人基督教文獻保存計劃
- 聖光神學院 （页面存档备份，存于）
- 聖光神學院的Facebook專頁
- YouTube上的聖光神學院 Holy Light Theological Seminary頻道